# Artenio Calzavara
Artenio Calzavara (* 9. Februar 1928 in Camposampiero, Veneto; † 15. oder 16. Oktober 1997) war ein italienischer Boxer. Er war Europameister und italienischer Meister im Halbschwergewicht.

## Werdegang
Artenio Calzavara, ein ehemaliger Grubenarbeiter, wurde im Jahre 1953 Berufsboxer. Aus seiner vorhergegangenen Amateurzeit sind keine Erfolge bekannt. Sein Domizil als Berufsboxer war in Varese. Er boxte immer im Halbschwergewicht, das sein Gewichtslimit damals bei 79 kg Körpergewicht hatte. Sein Manager war Bruno Zambarbieri. Seinen ersten Kampf bestritt er am 18. März 1953 in Bozen, wo er zu einem Techn. K.-o.-Sieg in der 5. Runde über seinen Landsmann Rino Sofisti kam. In seinem dritten Kampf, der am 26. September 1953 in Mailand stattfand, musste er im Kampf gegen Alexandria Ceremonia seine erste Niederlage hinnehmen.
Am 26. Februar 1954 boxte er erstmals im Ausland. In Stuttgart erreichte er dabei gegen den Deutschen Toni Gruber ein unentschieden. Am 10. Dezember 1954 boxte er in Berlin gegen den Deutschen William Besmanoff und unterlag diesem nach Punkten. 1954 stieg er insgesamt 10 mal in den Ring, wovon er 7 Kämpfe gewann, dreimal boxte er unentschieden und nur einen Kampf verlor er. Ähnlich war seine Kampfbilanz 1955: 10 Kämpfe, 7 Siege, 2 Niederlagen, 1 Unentschieden.
Am 21. April 1956 gelang es ihm in Mailand italienischer Meister im Halbschwergewicht zu werden. Er schlug dort Fernando Janilli in der 12. Runde durch Techn. K. o. Am 14. Juli 1956 verteidigte er in Saint Vincent diesen Titel durch einen Techn. K.-o.-Sieg in der 11. Runde über Alessandro D’Ottavio. Es folgten zwei weitere erfolgreiche Titelverteidigungen: am 31. Oktober 1956 besiegte er in Prato Ivano Fontana in der 10. Runde durch Techn. K. o. und am 1. Januar 1957 siegte in Varese über Sergio Burchi nach 12 Runden nach Punkten.
Am 12. Juli 1957 boxte Artenio Calzavara in der Mailänder Vigorellibahn vor 15.000 Zuschauern gegen den Deutschen Gerhard Hecht um den Europameistertitel im Halbschwergewicht. Der Kampf verlief ziemlich ausgeglichen, allerdings hatte der wesentlich jüngere Calzavara gegen Ende des Kampfes einige Vorteile erzielt. Der mit der alleinigen Entscheidung befugte Ringrichter Esparguerra aus Frankreich erklärte daraufhin Artenio Calzavara zum Punktsieger und neuen Europameister. Gerhard Hecht und seine deutsche Entourage sah das natürlich anders und warf dem Ringrichter Betrug vor. Am Urteil änderte sich freilich nichts mehr.
Am 12. Oktober 1957 trat Artenio Calzavara in Frankfurt am Main gegen den Deutschen Erich Schöppner in einem Nicht-Titelkampf an. Schöppner gewann diesen Kampf klar nach Punkten. Am 1. März 1958 kämpfte Calzavara in Johannesburg gegen den afrikanischen Meister, den Südafrikaner Mike Holt und verlor auch diesen Kampf durch Techn. K. o. in der 5. Runde. Am 30. Mai 1958 verteidigte Artenio Calzavara in Hamburg seinen Europameistertitel gegen Willi Hoepner aus Deutschland. Ihm unterliefen dabei mehrere Fouls, so dass er schließlich in der 6. Runde disqualifiziert wurde und Hoepner neuer Europameister war.
In seinem letzten Profijahr 1958 absolvierte Artenio Calzavara mit unterschiedlichem Erfolg noch einige schwere Kämpfe gegen durchwegs starke Gegner. A 8. Januar 1958 unterlag er in Rom gegen Giulio Rinaldi nach Punkten. Am 8. Mai 1958 verlor er in Berlin gegen Bubi Scholz nach Punkten. Am 2. Oktober 1958 kam er zu einem Techn K.-o.-Sieg in der 7. Runde über Ottavio Panunzi und am 27. November 1958 trennte er sich in Rom von Domenico Baccheschi unentschieden. Am 26. Dezember 1958 bestritt er in Göteborg gegen den Finnen Pekka Kokkonen den letzten Kampf in seiner Boxerlaufbahn. Dieser Kampf endete unentschieden.

## Titelkämpfe von Artenio Caqlzavara
| Datum      | Ort           | um den Titel von | Gewichtsklasse | Ergebnis                                                                      |
| 21.4.1956  | Mailand       | Italien          | Halbschwer     | Techn. K.O.-Sieg in der 12. Runde über Fernando Janilli                       |
| 14.7.1956  | Saint Vincent | Italien          | Halbschwer     | Techn. K.O.-Sieg in der 11. Runde über Alessandro D’Ottavio                   |
| 31.10.1956 | Prato         | Italien          | Halbschwer     | Techn. K.O.-Sieg in der 10. Runde über Ivano Fontana                          |
| 1.1.1957   | Varese        | Italien          | Halbschwer     | Punktsieg nach 12 Runden über Sergio Burchi                                   |
| 12.7.1957  | Mailand       | Europa (EBU)     | Halbschwer     | Punktsieg nach 15 Runden über Gerhard Hecht, Deutschland                      |
| 30.5.1958  | Hamburg       | Europa (EBU)     | Halbschwer     | Disqualifikations-Niederlage in der 6. Runde gegen Willi Hoepner, Deutschland |